# Néfiach
Néfiach település Franciaországban, Pyrénées-Orientales megyében. Lakosainak száma 1371 fő (2022. január 1.). Néfiach Millas, Ille-sur-Têt és Bélesta községekkel határos.

## Földrajz

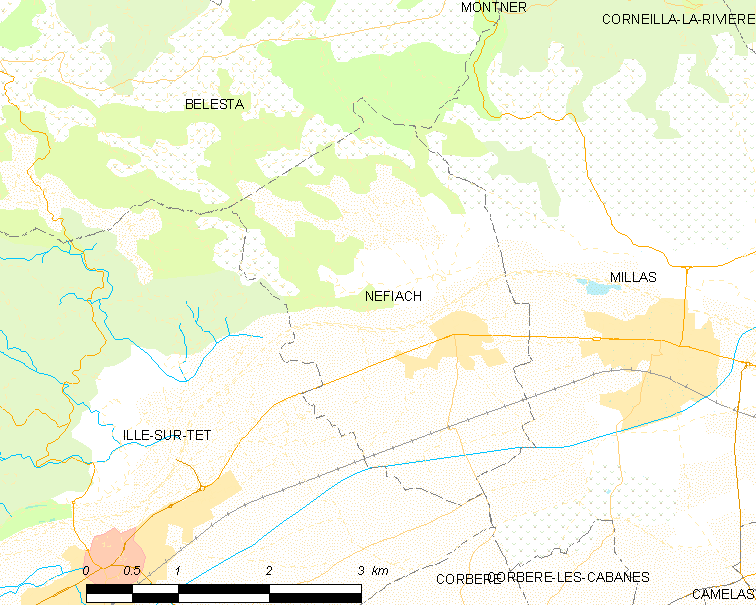
Néfiach és környéke

## Népesség
A település népességének változása:
| Lakosok száma | 1227 | 1262 | 1316 | 1280 | 1292 | 1287 | 1314 | 1343 | 1371 |
|               | 2013 | 2015 | 2016 | 2017 | 2018 | 2019 | 2020 | 2021 | 2022 |